# 체서피크 아이스브레이커즈
| 체서피크 아이스브레이커즈 |                                                                       |
| 콘퍼런스                  | 북부 콘퍼런스 (1997년~1999년)                                         |
| 디비전                    | 노스이스트 디비전 (1997년~1999년)                                     |
| 설립연도                  | 1997년                                                                |
| 해체연도                  | 1999년                                                                |
| 역사                      | 체서피크 아이스브레이커즈 (1997년~1999년) 잭슨 밴디츠 (1999년~2003년) |
| 경기장                    | 더 쇼 플레이스 아레나                                                 |
| 연고지                    | 메릴랜드주 어퍼 말보로                                                |
| 상징색                    | 검정, 회색, 하양, 파랑                                                |
| 구단주                    |                                                                       |
| 단장                      |                                                                       |
| 감독                      |                                                                       |
| NHL 제휴                  |                                                                       |
| AHL 제휴                  |                                                                       |
| 정규시즌 우승             |                                                                       |
| 콘퍼런스 우승             |                                                                       |
| 디비전 우승               |                                                                       |
| 켈리 컵                   |                                                                       |
| 영구 결번                 |                                                                       |

체서피크 아이스브레이커즈(Chesapeake Icebreakers)는 미국 메릴랜드주 어퍼 말보로을 연고지로 하는 1997년부터 1999년까지 ECHL 소속되었던 아이스 하키팀이다.
1999년 연고지를 미시시피주 잭슨 (잭슨 밴디츠)로 이전했다.

## 역대 홈경기장
| 경기장                    | 사용기간      | 수용인원 | 장소                   | 비고 |
| ------------------------- | ------------- | -------- | ---------------------- | ---- |
| 체서피크 아이스브레이커즈 |               |          |                        |      |
| 더 쇼 플레이스 아레나     | 1997년~1999년 | 5,800명  | 메릴랜드주 어퍼 말보로 | 빈칸 |